# 초중력
물리학에서 초중력(超重力, 영어: supergravity, 약자 SUGRA)은 일반 상대성 이론에 초대칭을 도입하여 얻는 중력 이론이다. 초대칭을 게이지 대칭으로 승격시켜 자연스럽게 유도할 수 있고, 또 초끈 이론에서 낮은 에너지에서의 유효 이론으로 나타난다. 초대칭을 도입함에 따라 기존의 중력자의 초대칭 짝인 그래비티노를 예측한다.

## 전개
초중력은 여러가지의 시공 차원과 여러 수의 초대칭을 고려하여 정의할 수 있으나, 낮은 에너지에서 현상론적으로 의미있는 경우는 4차원 비확장 초중력이다. 초중력을 다루려면 여러 가지 방법이 있다.
가장 간단한 작용에서는 초대칭을 만족시키려면 운동 방정식을 사용하여야 한다. 즉, 초대칭이 질량껍질 위에서만 성립한다. 이를 양자화하여면 바탈린-빌코비스키 양자화(BRST 양자화를 일반화한 것)를 사용하여야 한다.
껍질 밖에서도 초대칭을 만족시키려면 보조장을 도입해야 한다. 초공간을 사용하지 않고 초다중항의 각 성분을 개별적으로 다루고, 비안키 항등식을 풀어 질량껍질 밖 초대칭을 만족시킬 수도 있다. 초공간을 사용하게 되면, 매우 많은 수의 보조장이 생기게 되는데, 각종 구속 (constraint)을 가하여 필요없는 항을 없앤다. 물질장에 결합시키려면, 바일 변환을 형식적으로 만족시키는 보정장(compensator)을 도입한다.

### 껍질 위 초대칭
초중력은 일반상대론을 확장한 이론이므로, 일반상대론과 유사하게 일반적인 시공간에서 다룰 수 있다.
−+++ 계량 부호수를 사용하자. 필바인은 {\displaystyle e_{\mu }^{a}}이다. {\displaystyle \mu }는 굽은 공간 좌표, {\displaystyle a}는 필바인 좌표다. 초대칭에 등장하는 장들은 다음과 같다.
- 중력장은 필바인 {\displaystyle e_{\mu }^{a}}로 나타낸다.
- 그래비티노는 마요라나 라리타-슈윙거 장 {\displaystyle \psi _{\mu }}이다.
- 여기에 편의상 보조장인 스핀 접속 {\displaystyle \omega _{\mu }^{a}{}_{b}}를 더한다. 이는 {\displaystyle {\mathfrak {so}}(1,3)} 리 대수 값을 가진 1차 미분형식이다. 1차 작용(first-order action)에서는 스핀 접속을 독립된 보조장으로 취급하고, 2차 작용(second-order formalism)에서는 그 운동 방정식을 풀어 {\displaystyle \omega _{\mu }^{a}{}_{b}}를 필바인 등의 조합으로 간주한다.

초중력의 (1차) 작용은 다음과 같다.
{\displaystyle S={\frac {1}{2\kappa ^{2}}}\int d^{D}x\,e\left(e_{a}^{\mu }e^{\nu b}R_{\mu \nu }{}^{a}{}_{b}(\omega )-{\bar {\psi }}_{\mu }\gamma ^{\mu \nu \rho }\nabla _{\nu }\psi _{\rho }\right)}
여기서 각 항들은 다음과 같다.
- {\displaystyle R_{\mu \nu }{}^{a}{}_{b}}는 스핀 접속 {\displaystyle \omega _{\mu }^{a}{}_{b}}를 사용하여 정의한 리만 곡률이며, {\displaystyle {\mathfrak {so}}(1,3)} 리 대수 값을 가진 2차 미분형식이다. {\displaystyle R^{a}{}_{b}=d\omega ^{a}{}_{c}+\omega ^{a}{}_{b}\wedge \omega ^{b}{}_{c}}이다. 즉, {\displaystyle e^{a\mu }e^{b\nu }R_{\mu \nu }{}^{a}{}_{b}}는 스칼라 곡률이며, 이 항은 일반 상대성 이론의 아인슈타인-힐베르트 작용이다.
- {\displaystyle \kappa ={\sqrt {8\pi G}}}는 중력 상수다.
- {\displaystyle e=\det e^{a}\mu ={\sqrt {|g|}}}는 필바인 행렬식이며, 텐서 밀도를 만들기 위한 야코비안이다.
- {\displaystyle \gamma ^{\mu \nu \rho }=(\gamma ^{\mu }\gamma ^{\nu }\gamma ^{\rho }-\gamma ^{\mu }\gamma ^{\rho }\gamma ^{\nu }+\gamma ^{\nu }\gamma ^{\rho }\gamma ^{\mu }-\gamma ^{\nu }\gamma ^{\mu }\gamma ^{\rho }+\gamma ^{\rho }\gamma ^{\mu }\gamma ^{\nu }-\gamma ^{\rho }\gamma ^{\nu }\gamma ^{\mu })/6}이다. {\displaystyle \gamma ^{\mu }}는 디랙 행렬이다. 즉, {\displaystyle \gamma ^{\mu \nu \rho \cdots }}는 디랙 행렬들의 곱의 완전 반대칭 성분이다.
- {\displaystyle \nabla _{\mu }\psi _{\nu }=\partial _{\mu }\psi _{\nu }+(1/4)\omega _{\mu ab}\gamma ^{ab}\psi _{\nu }}는 공변 미분이다. 여기서 크리스토펠 접속 {\displaystyle -\Gamma _{\nu \mu }^{\rho }\psi _{\rho }}항은 앞게 곱해진 {\displaystyle \gamma ^{\mu \nu \rho }}때문에 상쇄된다.

### 초공간 방식

#### 굽은 초공간
초공간 표기법을 사용하면, 시공간 {\displaystyle M}은 4|4차원 초다양체를 이룬다. 일반상대론과 같이, M에 {\displaystyle \operatorname {Spin} (3,1)}인 주다발을 놓고, 또 {\displaystyle \mathbb {R} ^{4|4}} 벡터 다발을 놓는다. 벡터 다발은 주다발을 “초기본 표현”으로 (즉 보손 차원은 벡터로, 페르미온 차원은 마요라나 스피너로) 표현한다. 또한 꼬임 없는 스핀 접속 {\displaystyle \Omega }도 놓는다. (자세한 사항은 필바인을 참고하라.)
다음과 같은 지표들을 사용하자. (이는에서 쓰는 표기법과 같다.)
- 굽은 초공간 지표는 {\displaystyle M,N,\dotsc }. 즉, 굽은 지표는 다음과 같다.
{\displaystyle X^{M}=(x^{m},\xi ^{\mu },{\bar {\xi }}^{\dot {\mu }})}
- 평탄한 (필바인) 지표는 {\displaystyle A,B,\dotsc }. 즉, 평탄한 지표는 다음과 같다.
{\displaystyle X^{A}=(x^{a},\xi ^{\alpha },{\bar {\xi }}^{\dot {\alpha }})}
- 라틴 소문자는 벡터를 나타낸다. 즉, {\displaystyle m,n,\dots }는 굽은 시공간 벡터 지표이며, {\displaystyle a,b,\dots }는 필바인의 보손 성분 지표이다.
- 그리스 소문자는 (왼손) 바일 스피너를 나타낸다. 점이 찍힌 그리스 소문자는 오른손 바일 스피너 지표이다.

이에 따라 필바인은 {\displaystyle E_{M}^{A}}, 스핀 접속은 {\displaystyle {\Omega _{MA}}^{B}}로 쓴다.
필바인과 접속은 다음과 같은 실수성 조건(영어: reality condition)을 만족시킨다.
{\displaystyle E_{M}^{A}(x,{\bar {\theta }},\theta )^{*}=E_{M^{*}}^{A^{*}}(x,\theta ,{\overline {\theta }})}
{\displaystyle {\Omega _{MA}}^{B}(x,{\bar {\theta }},\theta )^{*}={\Omega _{MA}}^{B}(x,\theta {\bar {\theta }})}
여기서 {\displaystyle M^{*}}은 ({\displaystyle \mu ^{*}=\mu }, {\displaystyle \alpha ^{*}={\dot {\alpha }}}, {\displaystyle {\dot {\alpha }}^{*}=\alpha })과 같이 좌표를 바꾸는 것을 의미한다.
이제, 초공간의 공변 미분을 정의한다.
{\displaystyle D_{M}f=\left(\partial _{M}f+\Omega _{M}[f]\right)}
이를 이용하여 비틀림 {\displaystyle T}와 곡률 {\displaystyle R}을 정의한다.

#### 구속
위와 같이 필바인과 접속을 정의하면 지나치게 많은 성분이 생기므로, 여기에 각종 구속(constraint)을 달아 필요없는 성분을 없애야 한다. 대개 다음과 같은 세 종류의 구속 조건을 단다.
- {\displaystyle -\mathrm {i} \nabla _{\alpha {\dot {\beta }}}=\{\nabla _{\alpha },{\bar {\nabla }}_{\dot {\beta }}\}} (벡터 공변 미분과 스피너 공변 미분 사이의 관계
- {\displaystyle \nabla _{\alpha }\Phi =0}인 경우 {\displaystyle \{\nabla _{\alpha },\nabla _{\beta }\}\Phi =0} (손지기 초장의 존재 허용, 다시 말해 반교환자 {\displaystyle \{\nabla _{\alpha },\nabla _{\beta }\}}는 일반 {\displaystyle \nabla _{\gamma }}의 선형 결합)
- {\displaystyle {T_{\alpha \beta }}^{\gamma }={T_{\alpha ,\beta {\dot {\gamma }}}}^{\beta {\dot {\delta }}}={T_{\alpha a}}^{a}=0} (꼬임의 스피너 성분에 대한 구속)

#### 초중력 작용
일반상대론에서 야코비안으로 필바인의 행렬식을 쓰는 것처럼, 초중력에서는 초필바인의 초행렬식(브레지니안)을 쓴다.
손지기 초장 X가 주어졌을 때, 초중력의 작용은 다음과 같다.
{\displaystyle S=\int d^{4}xd^{2}\Theta 2{\mathcal {E}}\left[{\frac {3}{8}}\left({\overline {D}}^{2}-8R\right)e^{-K({\overline {X}},X)/3}+W(X)\right]+{\text{c.c.}}}
여기서 기호는 다음과 같다.
- K는 켈러 퍼텐셜
- W는 초퍼텐셜
- R은 공변을 위한 스칼라 초장
- {\displaystyle {\mathcal {E}}}는 손지기 적분 인자

## 11차원 초중력
11차원은 초대칭이 존재할 수 있는 (로런츠 계량 부호수) 최다(最多) 차원이다. 이는 12차원 이상인 경우에는 스핀이 2를 초과하는 입자들이 존재하게 되어, 상호작용하는 양자장론을 정의할 수 없기 때문이다. 11차원에서의 초대칭 이론은 (3차 이상 도함수항을 제외하면) 유일하며, 이 이론을 11차원 초중력이라고 한다. 11차원 초중력은 M이론의 낮은 에너지 눈금 유효 이론이다. 이 이론은 32개의 초전하(supercharge)를 가지며, 이는 {\displaystyle {\mathcal {N}}=1} 초대칭에 해당한다.

## 다른 이론과의 관계

### 초끈 이론
초끈 이론의 충분히 큰 거리 눈금에서의 유효 이론이다.

### 초대칭 이론
초중력은 국소적으로 초대칭적인 이론이다. 즉 초대칭이 모든 점에서 동일한 모양으로 있는 것이 아니라, 다른 위치에서 다른 양 만큼 있도록 해주면 초중력이 된다.
중력이 좌표계를 바꾸어도 모든 물리현상이 같아야 된다는데서 유도할 수 있는 것과 같이, 초대칭이론을 좌표계와 관계없이 물리현상이 같을 것을 이용하면 초중력을 유도할 수 있다.

## 현상론
중력 초다중항은 (질량껍질 위에서) 스핀 2의 중력자와 스핀 1½의 그래비티노로 이루어진다. 중력자는 무질량이므로 안정하나, 아직 발견되지 않았다. 그래비티노는 대부분의 모형에서 초대칭 파괴로 인한 골드스티노를 삼켜 질량을 가지게 된다. (자세한 사항은 최소 초중력을 참고.) 일부 모형에서는 그래비티노가 가장 가벼운 초대칭 입자(LSP)로, 안정하게 돼 암흑 물질을 이룬다.

## 역사
1972년에 드미트리 바실리예비치 볼코프 (러시아어: Дми́трий Васи́льевич Во́лков)와 블라디미르 페트로비치 아쿨로프(러시아어: Влади́мир Петро́вич Аку́лов, 우크라이나어: Володи́мир Петрович Аку́лов 볼로디미르 페트로비치 아쿨로우[*], 1944~)는 초대칭에 대한 최초의 논문 가운데 하나를 출판하였다. 이 논문에서 볼코프와 아쿨로프는 이미 중력에도 초대칭을 도입할 수 있고, 초대칭이 페르미온 골드스톤 입자(골드스티노)로 인하여 깨지게 된다는 사실을 언급하였다. 이듬해에 볼코프와 뱌체슬라프 알렉산드로비치 소로카(Вячесла́в Алекса́ндрович Соро́ка)는 초중력에 대한 최초의 논문을 집필하였다.
최초의 일관적인 초중력 이론은 1976년에 미국의 대니얼 프리드먼(영어: Daniel Z. Freedman)과 네덜란드의 페터르 판니우엔하위전(네덜란드어: Peter van Nieuwenhuizen), 이탈리아의 세르조 페라라(이탈리아어: Sergio Ferrara)가 발견하였다.

## 같이 보기
- 일반 상대성이론
- 대통일 이론
- M이론
- 양자역학
- 끈 이론
- 초다양체
- 초대칭

## 참고 문헌
- Freedman, Daniel Z.; Van Proeyen, Antoine (2012년 4월). 《Supergravity》 (영어). Cambridge University Press. Bibcode:2012supe.book.....F. doi:10.1017/CBO9781139026833. ISBN 9780521194013.
- Wess, Julius; Bagger, Jonathan (1992). 《Supersymmetry and supergravity》 (영어). Princeton University Press. Bibcode:1992susu.book.....W. ISBN 0-691-02530-4.
- Brandt, Friedemann (2002년 10월). “Lectures on supergravity”. 《Fortschritte der Physik》 (영어) 50 (10–11): 1126–1172. arXiv:hep-th/0204035. Bibcode:2002ForPh..50.1126B. doi:10.1002/1521-3978(200210)50:10/11%3C1126::AID-PROP1126%3E3.0.CO;2-B.
- Nastase, Horatiu Stefan (2011). “Introduction to supergravity” (영어). arXiv:1112.3502. Bibcode:2011arXiv1112.3502N.
- van Nieuwenhuizen, Peter (1981년 2월). “Supergravity”. 《Physics Reports》 (영어) 68 (4): 189–398. Bibcode:1981PhR....68..189V. doi:10.1016/0370-1573(81)90157-5.
- Samtleben, Henning (2008년 11월 7일). “Lectures on gauged supergravity and flux compactifications”. 《Classical and Quantum Gravity》 (영어) 25 (21): 4002. arXiv:0808.4076. Bibcode:2008CQGra..25u4002S. doi:10.1088/0264-9381/25/21/214002.
- Avramis, Spyros D. (2006년 2월). 《Anomaly-free supergravities in six dimensions》 (영어). 박사 학위 논문. 아테네 공과대학교. arXiv:hep-th/0611133. Bibcode:2006hep.th...11133A.